# Museo Afrobrasileño
El Museo Afrobrasileño (en portugués Museu Afro-Brasileiro), conocido también por sus siglas Mafro, es un museo etnográfico, localizado en la Facultad de Medicina de la Universidad Federal de Bahía (UFBA), en la ciudad brasileña de Salvador de Bahía. El recinto tiene por propósito la "preservación, valoración y divulgación de las culturas africanas y afrobrasileñas". Se le reconoce como uno de los pocos museos de Brasil en tratar de manera exclusiva la contribución de la ancestría africana al acervo cultural de dicho país.

## Origen
La idea de crear un museo etnográfico sobre el aporte y la herencia africana en Brasil fue inicialmente propuesta por el antropólogo y fotógrafo Pierre Verger, en 1974. El proyecto de constitución de un museo fue continuado y extendido por otros académicos e investigadores de la Universidad Federal de Bahía durante la década de 1980, particularmente por la arquitecta Jacyra Oswald y la etnolingüista Yeda Pessoa de Castro. Finalmente, el recinto museográfico fue inaugurado el día 7 de enero de 1982, fruto del convenio de cooperación cultural suscrito entre los ministerios de Relaciones Exteriores, de Educación y de Cultura de Brasil y países africanos, además del Gobierno de Bahía, la Municipalidad de Salvador y la Universidad Federal de Bahía a través del Centro de Estudios Afroorientales (CEAO).

## Edificio
El museo está ubicado donde se encontraba el que fuera originalmente el Real Colegio de Jesuitas, y que funcionó como tal desde el siglo XVI hasta el siglo XVIII. Desde 1808 dicho espacio se destinó a la Facultad de Medicina de Bahía, la primera facultad de medicina del país, y se erigió un edificio neoclásico, hoy propiedad de la Universidad Federal de Bahía, y que es donde se encuentra actualmente este museo, desde 1982. A nivel urbano, este conjunto está localizado en la plaza Largo do Terreiro de Jesus, en el Centro histórico de Salvador de Bahía.

## Colección permanente
La colección del museo comprende más de 1800 objetos de origen africano y/o afro-brasileño, que incluye fotografías, tejidos, adornos y accesorios, cerámicas y esculturas, e instrumentos musicales y utilitarios. Los objetos africanos son principalmente de origen senegalés, nigeriano, beninés, ghanés y angoleño. Entre los objetos locales hay piezas religiosas atribuidas a cultos afrobrasileños de la zona. En su interior destaca también el Mural dos Orixás, obra en madera del artista argentino-brasileño Héctor Páride, y que ocupa una de las salas del museo, con un total de 27 paneles representando el candomblé de Bahía.